# David Dixon Porter
David Dixon Porter (n. 8 iunie 1813, Chester⁠(d), Pennsylvania, SUA – d. 13 februarie 1891, Washington, D.C., District of Columbia, SUA) a fost un amiral al Marinei Statelor Unite și membru al uneia dintre cele mai distinse familii din istoria Marinei SUA. A fost al doilea ofițer al Marinei SUA care a ajuns vreodată la gradul de amiral, după fratele său adoptiv David G. Farragut, și a contribuit la îmbunătățirea Marinei ca superintendent⁠(d) al Academiei Navale a SUA, după ce s-a distins în serviciu în timpul Războiul Civil American.

## Biografie
Porter a început serviciul naval ca midshipman (cadet sau aspirant) la vârsta de 10 ani sub comanda tatălui său, comodorul David Porter⁠(d), pe fregata USS John Adams⁠(en)[traduceți]. Pentru tot restul vieții, a fost asociat cu marea. Porter a servit în Războiul Americano-Mexican în atacul asupra fortului din orașul Vera Cruz. La izbucnirea Războiului Civil, el a fost implicat într-un plan al Uniunii de a menține controlul asupra Fortului Pickens⁠(d), lângă Pensacola, Florida; execuția acestui plan a perturbat însă efortul de a elibera garnizoana de la Fort Sumter, și a dus la căderea Fortului Sumter. Porter a comandat o flotilă independentă de bărci cu mortiere la capturarea New Orleansului⁠(d). Mai târziu, el a fost avansat la gradul de contraamiral (temporar) la comanda Escadronului Râului Mississippi, care a cooperat cu armata sub comanda generalului-maior Ulysses S. Grant în campania de la Vicksburg⁠(d). După căderea Vicksburgului, a condus forțele navale în dificila Campanie de pe Red River⁠(d) din Louisiana. La sfârșitul anului 1864, Porter a fost transferat din interiorul continentului pe coasta Atlanticului, unde a condus Marina SUA în atacurile comune asupra Fortului Fisher⁠(d), ultima acțiune navală semnificativă a războiului.
Porter a muncit pentru ridicarea standardelor Marinei SUA, din funcția de superintendent al Academiei Navale după restaurarea ei la Annapolis. A inițiat reforme în curriculum pentru a crește profesionalismul. În primele zile ale administrației președintelui Grant, Porter a fost secretar de facto al Marinei. Când fratele său adoptiv, David G. Farragut, a fost avansat de la gradul de vice-amiral la cel de amiral, Porter și-a ocupat funcția anterioară; la fel, când Farragut a murit, Porter a devenit al doilea om care deținea nou-înființatul grad de amiral. El a adunat un corp de ofițeri cu aceleași concepții ca el, dedicați reformei Marinei.
Administrația Departamentului Marinei sub conducerea lui Porter a stârnit o opoziție puternică din partea unor membri ai Congresului, care l-au forțat pe secretarul Marinei Adolph E. Borie⁠(d) să demisioneze. Înlocuitorul său, George Robeson⁠(d), a redus puterea lui Porter și l-a împins într-o ușoară tranziție spre pensionare în 1875.